# Michaelskirche (Stuttgart-Degerloch)

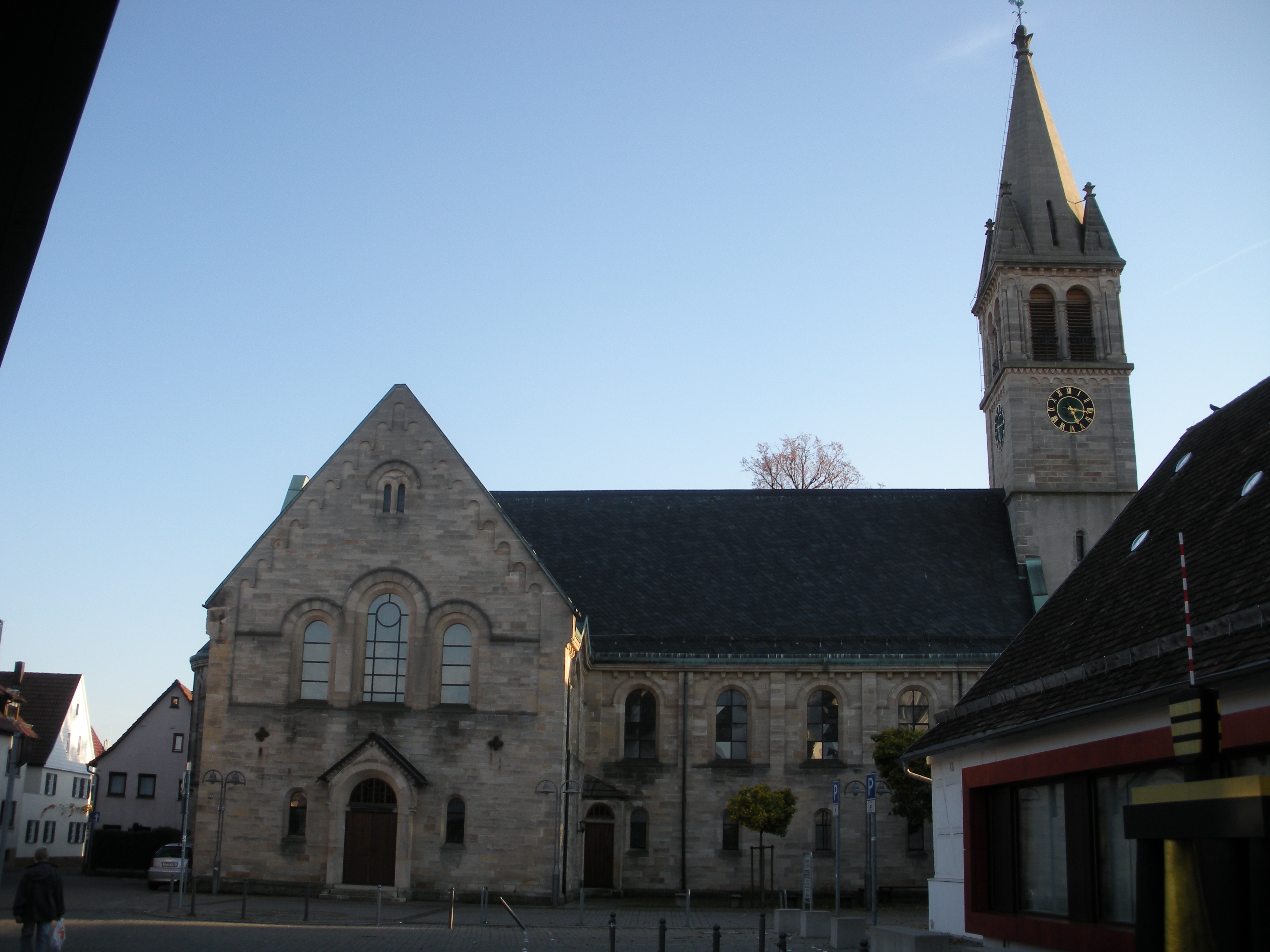
Michaelskirche in Degerloch

Die evangelische Pfarrkirche, seit 1949 Michaelskirche, ist ein Kulturdenkmal von allgemeiner Bedeutung nach dem Denkmalschutzgesetz. Sie steht in Degerloch, einem Stadtbezirk der Landeshauptstadt Stuttgart in Baden-Württemberg. Die Kirchengemeinde gehört zum Kirchenkreis Stuttgart der Evangelischen Landeskirche in Württemberg.

## Beschreibung
Die neuromanische Kreuzkirche geht auf eine mittelalterliche Filialkirche aus dem 14. Jahrhundert zurück, von der die unteren drei Geschosse des Kirchturms im Westen erhalten sind. Von der Verlängerung der Kirche in östlicher Richtung nach Entwurf von Heinrich Schickhardt aus dem Jahr 1621 ist substantiell nichts erhalten. Ihre heutige Gestalt mit großem Querschiff und Chor und fünfgeschossigem Turm unter hohem Zeltdach aus Sandstein-Quadermauerwerk in Formen der Neuromanik erhielt sie 1889/90 nach Entwürfen von Christian Friedrich von Leins, den aufwändigen Innenausbau nach Planung von Heinrich Dolmetsch. Das oberste Geschoss des Kirchturms beherbergt seitdem hinter den als Biforien gestalteten Klangarkaden den Glockenstuhl. Im Zweiten Weltkrieg geringfügig beschädigt, wurde die Kirche 1961/62 ausgeräumt und nach Entwurf von Hans Seytter vereinfacht neu ausgestaltet.
Die Orgel mit 36 Registern auf drei Manualen und Pedal wurde 1968 als Opus 1190 von Orgelbau Friedrich Weigle gebaut. Im Chorraum befindet sich eine Kleinorgel derselben Firma mit sechs Registern.